# カウェスカル

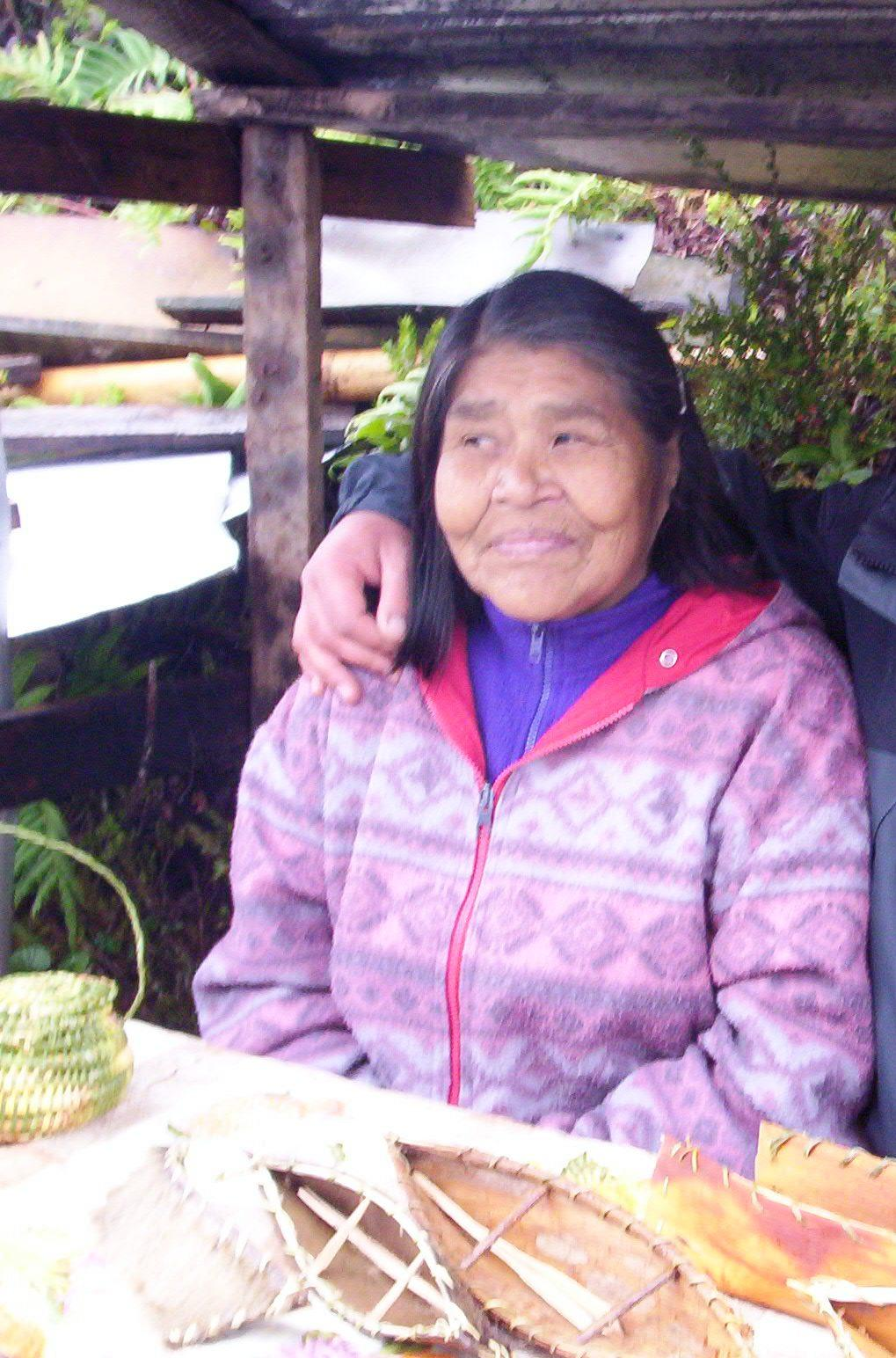
チリのプエルト・エデンで観光客に手工芸品を売るアラカルフの女性。

カウェスカル、カウェシュカル、カワスカル (Kawésqar,Kaweskar) 、アラカルフ (Alacalufe,Alacaluf) 、Halakwulup（ヤーガン語で「イガイを食べる人」という意味）は、チリ領パタゴニア、ティエラ・デル・フエゴ西部の特にブルンスウィック半島、ウェリントン島、サンタ・イネス島、デソラシオン島に住む先住民である。彼らの伝統的な言語はカウェスカル語 (Kawésqar) として知られているが、母語話者がほとんどいなくなり、絶滅の危機に瀕している。 

## 語源
イギリス人や他のヨーロッパ人は最初にティエラ・デル・フエゴ中央部と南部で最初に出会った先住民族であり、カウェスカルと競合していたヤーガンによる、アラカルフ (Alacaluf) や Halakwulup（ヤーガン語で「イガイを食べる人」の意味）という名前を採用した。民族自身の名前（自称）はカウェスカル (Kawésqar) である。 

## 経済
チリ南部やアルゼンチンのヤーガンのように、カウェスカルは、一部の人類学者によって "canoe-people" と呼ばれるノマドの船乗りの人々だった。彼らは家族と犬を乗せる、長さ8〜9メートル、幅1メートルのカヌーを作った。彼らはこの漁業、遊牧民の慣習を20世紀まで続け、土地から土地へ居住地を移動していた。この海洋文化のために、カウェスカルは決して土地を耕作しなかった。 

## 人口

チリのヒスパニック系以前の人々の分布、右側が北である

カウェスカルの総人口は5000人を超えていなかったと推定されている。彼らは北のぺナス湾（スペイン語: Golfo de Penas）から南のブレックノック半島 (Península de Brecknock) までの間の範囲に居住していた。他の先住民族のように、彼らはヨーロッパ特有の感染症に免疫を持っていなかったので死亡者を多く出した。1880年代後半にヨーロッパ人がこの地域に住み始めたため、彼らの住環境は崩壊した。 
1930年代に、残りの多くのアラカルフはウェリントン島にあるプエルトエデンの町に移され、多数派の文化からの圧力から守られていた。 その後さらに南に移動し、 プエルト・ナタレスとプンタ・アレーナスに向かった。 
21世紀には、カウェスカルはほとんど残っていない。2002年の国勢調査で、2,622人がカウェスカル（自分たちの民族文化をまだ実践している、または民族語を話している人と定義される）であるとしている。2006年には、15人しか純血の子孫が残っていなかったが、多くのメスティーソはカウェスカルの祖先を持っている。カウェスカル語での授業は地元のカリキュラムの一部となっているが、伝統的な言語を毎日使おうと励む母語話者はほとんどいない。 

### 部族と言語
Adwipliin, Aksánas, Alacaluf, Cálen (Cálenches, Calenes,), Caucahue, Enoo, Lecheyel, Taíjataf (Tayataf), Yequinahuere (Yequinahue, Yekinauer). 
1860年代後半からウシュアイアを拠点とし、ティエラ・デル・フエゴの先住民族に奉仕し研究していた、聖公会の宣教師トーマス・ブリッジズとその父親デスパードは、1884年までにカウェスカル語の1200語の語彙を原稿にまとめた。19世紀後半から20世紀初頭にかけて、数多くの宣教師や人類学者が先住民族の間を移動し、彼らを助け、記録し、研究した。 

## ヨーロッパ人によるカウェスカルの扱い

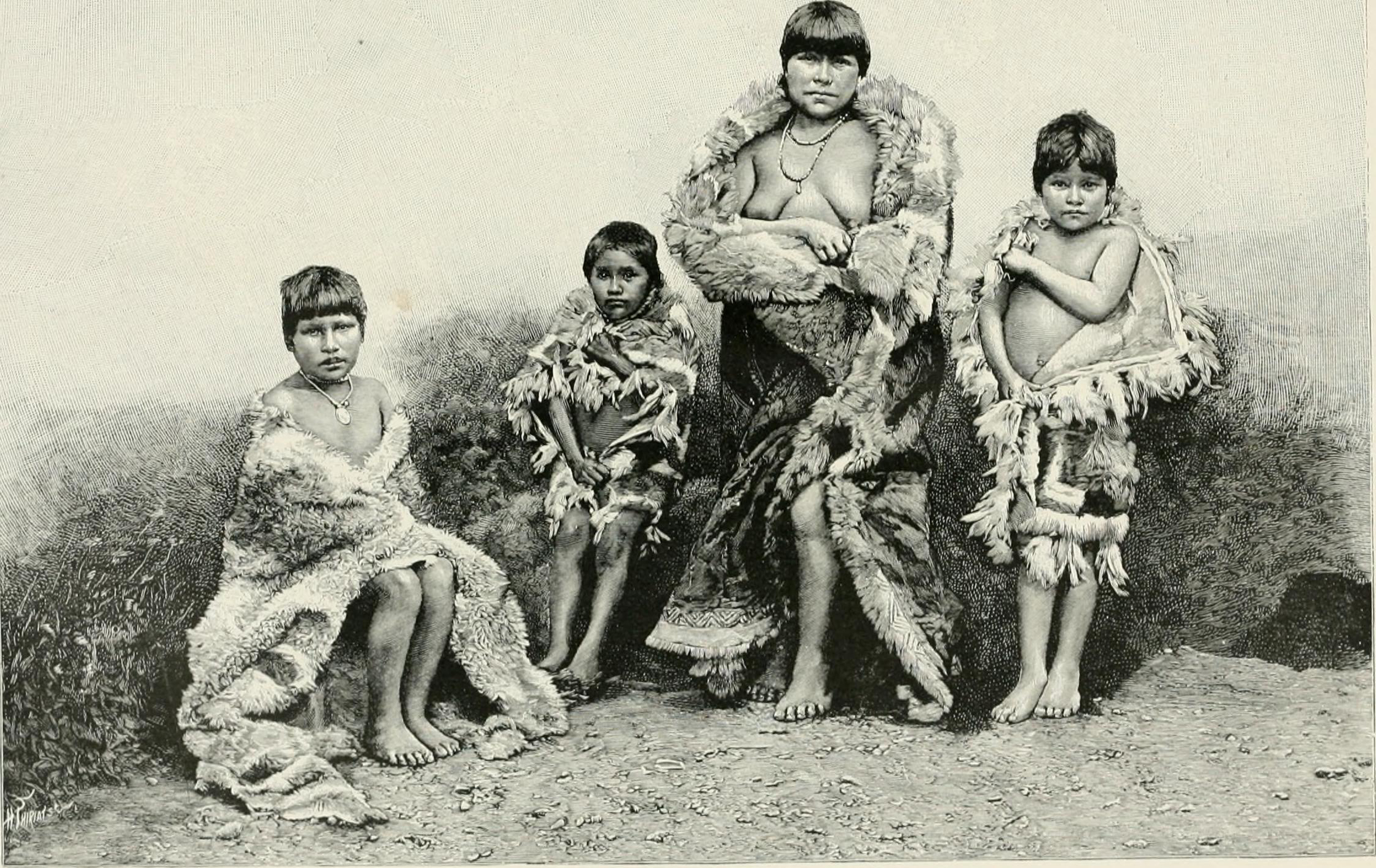
「グアナコの毛皮を着たアラカルフのフエゴ人」（1882年頃）。

1881年に、ヨーロッパの人類学者は、 パタゴニアから連れてきた11人のカウェスカルをパリのブローニュの森とベルリン動物園に展示した。4人だけが生き残ってチリに戻った。2010年の初めに、ヨーロッパで亡くなった7人のうち研究のために収容された5人の遺体がスイスのチューリッヒ大学から送還された。遺体の返還時に、チリの大統領は州が、これらの先住民を国から連れ出して動物のように扱わせることを許可したことを正式に謝罪した。 